# Кришталь, Георгий Гаврилович
Георгий Гаврилович Кришталь (25 апреля 1939, Слуцк, СССР — 25 декабря 2011, Москва, Россия) — советский и российский актёр театра и кино.

## Биография
Георгий Кришталь родился 25 апреля 1939 года в Слуцке (Белорусская ССР). В 1967 году он окончил ГИТИС (мастерская И. Анисимовой-Вульф). После этого работал в Смоленском драматическом театре имени А. С. Грибоедова, затем в Ереванском русском драматическом театре.
С 2002 года работал актёром в труппе театра п/р А. Джигарханяна. В 2005 году стал заведующим труппой театра.
Умер 25 декабря 2011 года.

## Работы в театре

### Ереванский русский драматический театр
- «Соловьиная ночь» — Бородин
- «Двенадцатая ночь» — Эгьючик
- «Мы, нижеподписавшиеся» — Шиндин
- «Зинуля» — Виктор Николаевич
- «Ревизор» — почтмейстер
- «Когда спящий проснется» — Васёк
- «Поминальная молитва» — Менахем
- «Мужской род, единственное число» — Альбер Ламар
- «Порог» — Шаргаев
- «Ловушка» — комиссар полиции
- «Кто-то должен уйти» — Николай Иванович

### Театр п/р А. Джигарханяна
- «Фугас» — Юрий Глебыч (реж. Ю. Клепиков, П. Ступин)

## Фильмография
- 1978 — Солдат и слон —  эпизод (в титрах Г. Кришталь)[1]
- 1988 — Государственная граница. На дальнем пограничье — эпизод
- 2007 — Савва Морозов — Зимин
- 2009 — Криминальное видео 2 (фильм 2, «Генеральная уборка») — Миша-Батончик
- 2009 — След (310-я серия, «Венецианский бокал») — Пужинский
- 2009 — Телохранитель 2 (фильм 1, «Сбитый лётчик») — Серафим Самойлович, профессор